# 朝日山城の戦い
朝日山城の戦い（あさひやまじょうのたたかい）は、天正16年（1588年）に本庄繁長率いる上杉・武藤連合軍と最上軍との間で行われた籠城戦である。

## 展開
8月の十五里ヶ原の戦いにおいて勝利した本庄繁長・武藤義勝は庄内地方を制圧した。
これに対し最上義光の家臣、東海林兄弟は城主池田讃岐守とともに朝日山城に拠り、山楯、砂越の諸将と共謀して川北を攻略しようと兵を挙げた。
本庄繁長はすぐさま川北に兵を進め最上軍の拠点となった朝日山城を攻撃した。
繁長はこの後、余勢を駆ってさらに最上領内にまで兵を進めたが、庄内での連戦で兵達は疲労困憊し、最上軍の猛反撃に耐えられずついに撤退したという。